# Тілло Адольф Андрійович

Адольф Тілло

Адо́льф (Адольф-Вільгельм-Пауль) Андрі́йович Ті́лло (* 11 листопада 1846 — † 1918) — член Імператорського Російського географічного товариства, меценат.

## Біографія
Виховувався в 1-му Павловському військовому училищі в Петербурзі. Не закінчивши курсу навчання, перейшов на цивільну службу.
Від 1868 року працював у штаті канцелярії Оренбурзького генерал-губернатора, служив чиновником з особливих доручень, начальником повіту, повітовим суддею. Брав участь у походах губернатора на Ак-Тюбе, річку Ембу, Муходжарські гори. 1869 року Тілло обрали членом-співробітником Імператорського Російського географічного товариства.
1871 року провів перший народний перепис азійських кочівників, писав про пустелі Азії.
1875 року Адольфа Тілло призначили радником Костромського губернського правління.
1885 року призначено естляндським віце-губернатором. Наприкінці того ж року Адольфа Андрійовича перевели в Саратов на посаду віце-губернатора.
Один із засновників і перший голова (обрано 24 грудня 1886 року) Саратовської ученої архівної комісії (СУАК). Багато сил приклав для організаційного становлення комісії, надавав їй постійну моральну та матеріальну підтримку. 1911 року подарував СУАК свій будинок.
1888 року під керівництвом Тілло вперше оглянуто та проведено дводенні розкопки руїн золотоординського міста Бельджамен.
Наприкінці 1888 року Адольфа Андрійовича перемістили на Кавказ — на посаду ставропольського віце-губернатора.
1894 року, згідно з проханням, звільнено зі служби в чині дійсного статського радника.
Нагороджено:
- орденом святого Станіслава 2-го ступеня (1878),
- орденом святої Анни 2-го ступеня (1881),
- орденом святого Володимира 4-го ступеня (1885).

Помер Тілло 1918 року. Його поховали на кладовищі Спасо-Преображенського чоловічого монастиря (не зберігся).

## Меценатство
Тілло був відомий як щедрий благодійник, який допомагав закладам науки, культури, освіти. Саратовському університету він подарував велику колекцію книг із власної бібліотеки.
Імператорському Російському географічному товариству пожертвував 5 тисяч карбованців на заснування премії в галузі фізичної та математичної географії Росії.
Саратовській ученій архівній комісії подарував свій будинок на Великій Кострижній вулиці, 50 (нині вулиця Сакко і Ванцетті, 40) разом з умеблюванням, щороку давав кошти на утримання та ремонт будинку.
Художньому музеєві імені Радищева Тілло подарував велику колекцію історико-художніх речей (твори живопису, старовинні гравюри, порцеляна, меблі та багато іншого).